# Oedura jowalbinna
Oedura jowalbinna (квінканський оксамитовий гекон) — вид геконоподібних ящірок родини диплодактилідів (Diplodactylidae). Ендемік Австралії.

## Поширення і екологія
Квінканські оксамитові гекони відомі з типової місцевості, що лежить в околицях станції Джовалбінна, за 34 км на південний захід від Лаури у штаті Квінсленд. Вони живуть серед відкритих пісковикових скель.

## Збереження
МСОП класифікує стан збереження цього виду як близький до загрозливого. Oedura jowalbinna може загрожувати збір з метою колекціонування.